# Arganil
Arganil (ɐɾgɐ'niɫ) è un comune portoghese di 13 623 abitanti situato nel distretto di Coimbra.

## Società

### Evoluzione demografica
| Popolazione di Arganil (1801 – 2004) | Popolazione di Arganil (1801 – 2004) | Popolazione di Arganil (1801 – 2004) | Popolazione di Arganil (1801 – 2004) | Popolazione di Arganil (1801 – 2004) | Popolazione di Arganil (1801 – 2004) | Popolazione di Arganil (1801 – 2004) | Popolazione di Arganil (1801 – 2004) | Popolazione di Arganil (1801 – 2004) |
| ------------------------------------ | ------------------------------------ | ------------------------------------ | ------------------------------------ | ------------------------------------ | ------------------------------------ | ------------------------------------ | ------------------------------------ | ------------------------------------ |
| 1801                                 | 1849                                 | 1900                                 | 1930                                 | 1960                                 | 1981                                 | 1991                                 | 2001                                 | 2004                                 |
| 4075                                 | 7814                                 | 21232                                | 18343                                | 19237                                | 15507                                | 13926                                | 13623                                | 13187                                |

## Freguesias
- Arganil
- Benfeita
- Celavisa
- Cepos e Teixeira
- Cerdeira e Moura da Serra
- Coja e Barril de Alva
- Folques
- Piódão
- Pomares
- Pombeiro da Beira
- São Martinho da Cortiça
- Sarzedo
- Secarias
- Vila Cova de Alva e Anceriz